# 2 Eivissa
2 Eivissa ist ein Eurodance-Projekt, das in den 1990er Jahren vom Hamburger Team 33, bestehend aus Ambrogio Crotti (* Amadeus Crotti) und Luigi Ricco (* Luis Rodríguez-Salazar), initiiert wurde. In wechselnden weiblichen Besetzungen war der Act als Duo aktiv. Der größte Hit ist die 1997er Single Oh La La La.

## Biografie
2 Eivissa wurde Mitte der 1990er Jahre gegründet. Geschrieben und produziert wurden die meisten Songs von Ambrogio Crotti, Luigi Ricco und David Lacera. Für den Gesang auf dem ersten Album konnten die Amerikanerin Terri Bjerre, die schon mit Udo Lindenberg arbeitete und an Remixen von MC Lyte und Busta Rhymes mitwirkte, und Melanie Molinnus gewonnen werden. Mitte 1999 wurde Molinnus durch Jobel ersetzt, die als Lian Ross bereits 1985 einen Hit mit Fantasy hatte. Die Arbeit der Sängerinnen beschränkte sich auf die Studiosessions, bei Live-Shows kamen bis 2000 zwei Mädchen namens Jane und Francine zum Einsatz.
Zuerst hatten 2 Eivissa Erfolg in den Clubs von Ibiza, danach eroberten sie die spanische Hitparade, dann die Charts in Europa. 1997 bis 1999 waren die erfolgreichsten Jahre des Acts. Oh La La La platzierte sich 1997 in den Top 20 im Vereinigten Königreich und in den deutschen Top 50, die 1999er Single I Wanna Be Your Toy war ein Top-100-Hit in Deutschland. 2005 wurde das Projekt beendet. Team 33 verwendete 2007 Samples des Hits Oh La La La für den Track Hot Summer Night von David Tavaré. 2009 erschien davon ein Remix. Am 5. Juni 2015 erschien die Single Dale Duro, eine Feature mit Tapo & Raya.

## Mitglieder
- Terri Bjerre (Washington D.C., USA) – Gesang (bis Mitte 1999)
- Patrizia Grier – Gesang (auf dem ersten Album)
- Jobel aka Lian Ross (* Josephine Hiebel) – Gesang (ab Mitte 1999 für Bjerre)
- Melanie Molinnus und Terri Bjerre – Oh La La La [Official Video] & Move Your Body (Tu Tu Tu Tu Ta, Oh La) [Official Video]
- Jane und Francine (aka 2 Blond Bandits) – (bis 2000 bei Live-Auftritten)

## Diskografie

### Alben
- 1998: Oh La La La
- 2003: Are You Ready?

### Singles
- 1997: Oh La La La
- 1998: Open Your Eyes
- 1998: Move Your Body (Tu Tu Tu Tu Ta, Oh La)
- 1999: Shattered Dreams
- 1999: Bad Girl
- 1999: I Wanna Be Your Toy
- 2000: Viva la Fiesta
- 2001: El Pelotón
- 2002: Meaning of My Life
- 2002: Fire in the Sky (2 Bells vs. 2 Eivissa)
- 2003: Fire in the Sky
- 2003: Boy Are You Ready
- 2004: Hey Boy (Are You Ready?)
- 2005: Amigo
- 2007: Hot Summer Night (Oh La La La) (David Tavare feat. 2 Eivissa)
- 2008: Big Fiesta (Tanga Team feat. 2 Eivissa)
- 2009: Hot Summer Night ’09 (David Tavare feat. 2 Eivissa)
- 2015: Dale Duro (Tapo & Raya feat. 2 Eivissa)
- 2016: Allez Allez! Je veux que vouz  dansez (feat. El Tapo)
- 2018: Davai Davai (Football Theme 2018) (Lian Ross feat. 2 Eivissa)
- 2024: Oh La La La (We're Jumping)